# العلاقات السويدية النمساوية
العلاقات السويدية النمساوية هي العلاقات الثنائية التي تجمع بين السويد والنمسا.

## مقارنة بين البلدين
هذه مقارنة عامة ومرجعية للدولتين:
| وجه المقارنة                                              | السويد                                                                               | النمسا                                                    |
| --------------------------------------------------------- | ------------------------------------------------------------------------------------ | --------------------------------------------------------- |
| المساحة (كم2)                                             | 450.30 ألف                                                                           | 83.86 ألف                                                 |
| عدد السكان (نسمة)                                         | 10.16 مليون                                                                          | 8.81 مليون                                                |
| الكثافة السكانية (ن./كم²)                                 | 22.56                                                                                | 105.06                                                    |
| العاصمة                                                   | ستوكهولم                                                                             | فيينا                                                     |
| اللغة الرسمية                                             | اللغة السويدية، لغات السامي، اللغة الفنلندية، منكيلي، اللغة الرومنية، اللغة اليديشية | اللغة الألمانية، لغة الإشارة النمساوية ‏                   |
| العملة                                                    | كرونة سويدية                                                                         | يورو، شلن نمساوي، رايخ مارك، شلن نمساوي                   |
| الناتج المحلي الإجمالي (بليون دولار)                      | 538.04 مليار                                                                         | 416.60 مليار                                              |
| الناتج المحلي الإجمالي (تعادل القوة الشرائية) بليون دولار | 469.01 مليار                                                                         | 426.99 مليار                                              |
| الناتج المحلي الإجمالي الاسمي للفرد دولار أمريكي          | 50.58 ألف                                                                            | 43.77 ألف                                                 |
| الناتج المحلي الإجمالي للفرد دولار أمريكي                 | 45.30 ألف                                                                            | 47.68 ألف                                                 |
| مؤشر التنمية البشرية                                      | 0.907                                                                                | 0.885                                                     |
| رمز المكالمات الدولي                                      | +46                                                                                  | +43                                                       |
| رمز الإنترنت                                              | .se                                                                                  | .at                                                       |
| المنطقة الزمنية                                           | توقيت وسط أوروبا، ت ع م+01:00، ت ع م+02:00، أوروبا/ستوكهولم ‏                         | توقيت وسط أوروبا، ت ع م+01:00، ت ع م+02:00، أوروبا/فيينا ‏ |

## مدن متوأمة
في ما يلي قائمة باتفاقيات التوأمة بين مدن سويدية ونمساوية:
- ترتبط بلدية لينشوبينغ [الإنجليزية]‏ مع لينتس باتفاقية توأمة.[14]
- ترتبط بلدية سوندبيباري مع St. Veit an der Glan [الإنجليزية]‏ باتفاقية توأمة.
- ترتبط Oxelösund [الإنجليزية]‏ مع يودنبورغ باتفاقية توأمة.
- ترتبط بلدية نورشوبينغ [الإنجليزية]‏ مع لينتس باتفاقية توأمة.
- ترتبط نورشوبينغ مع لينتس باتفاقية توأمة.

## منظمات دولية مشتركة
يشترك البلدان في عضوية مجموعة من المنظمات الدولية، منها:
| علم المنظمة | اسم المنظمة                               | تاريخ انضمام السويد | تاريخ انضمام النمسا |
| ----------- | ----------------------------------------- | ------------------- | ------------------- |
|             | وكالة ضمان الاستثمار متعدد الأطراف        | 12 أبريل 1988       | 16 ديسمبر 1997      |
|             | منظمة الشرطة الجنائية الدولية             | ?                   | ?                   |
|             | مجموعة الموردين النوويين                  | ?                   | ?                   |
|             | منظمة حظر الأسلحة الكيميائية              | ?                   | ?                   |
|             | منظمة التجارة العالمية                    | 1995                | ?                   |
|             | الفريق المعني برصد الأرض                  | ?                   | ?                   |
|             | المرصد الأوروبي الجنوبي                   | 1962                | 2008                |
|             | الأمم المتحدة                             | 19 نوفمبر 1946      | 14 ديسمبر 1955      |
|             | مركز تنسيق الحركة في أوروبا ‏              | ?                   | ?                   |
|             | المنظمة الأوروبية لسلامة الملاحة الجوية   | 1995                | 1993                |
|             | مؤسسة التمويل الدولية                     | 20 يوليو 1956       | 28 سبتمبر 1956      |
|             | يونسكو                                    | 23 يناير 1950       | 13 أغسطس 1948       |
|             | مؤسسة التنمية الدولية                     | 24 سبتمبر 1960      | 28 يونيو 1961       |
|             | بنك التنمية الآسيوي                       | 1966                | 1966                |
|             | الوكالة الدولية للطاقة                    | ?                   | ?                   |
|             | الاتحاد الأوروبي                          | 1995                | 1995                |
|             | منظمة الأمن والتعاون في أوروبا            | 25 يونيو 1973       | 25 يونيو 1973       |
|             | الاتحاد الدولي للاتصالات                  | 1866                | 1866                |
|             | منظمة التعاون الاقتصادي والتنمية          | ?                   | ?                   |
|             | البنك الإفريقي للتنمية                    | ?                   | ?                   |
|             | مجموعة أستراليا                           | 1991                | 1989                |
|             | اتحاد المدفوعات الأوروبي ‏                 | ?                   | ?                   |
|             | نظام تحكم تكنولوجيا القذائف               | 1991                | 1991                |
|             | مجلس أوروبا                               | ?                   | ?                   |
|             | البنك الدولي للإنشاء والتعمير             | 31 أغسطس 1951       | 27 أغسطس 1948       |
|             | المركز الدولي لتسوية المنازعات الاستشارية | 28 يناير 1967       | 24 يونيو 1971       |
|             | الاتحاد البريدي العالمي                   | ?                   | ?                   |

## وصلات خارجية
- موقع وزارة الخارجية السويدية
- موقع وزارة الخارجية النمساوية